# Jacob Hannibal von Ems zu Hohenems

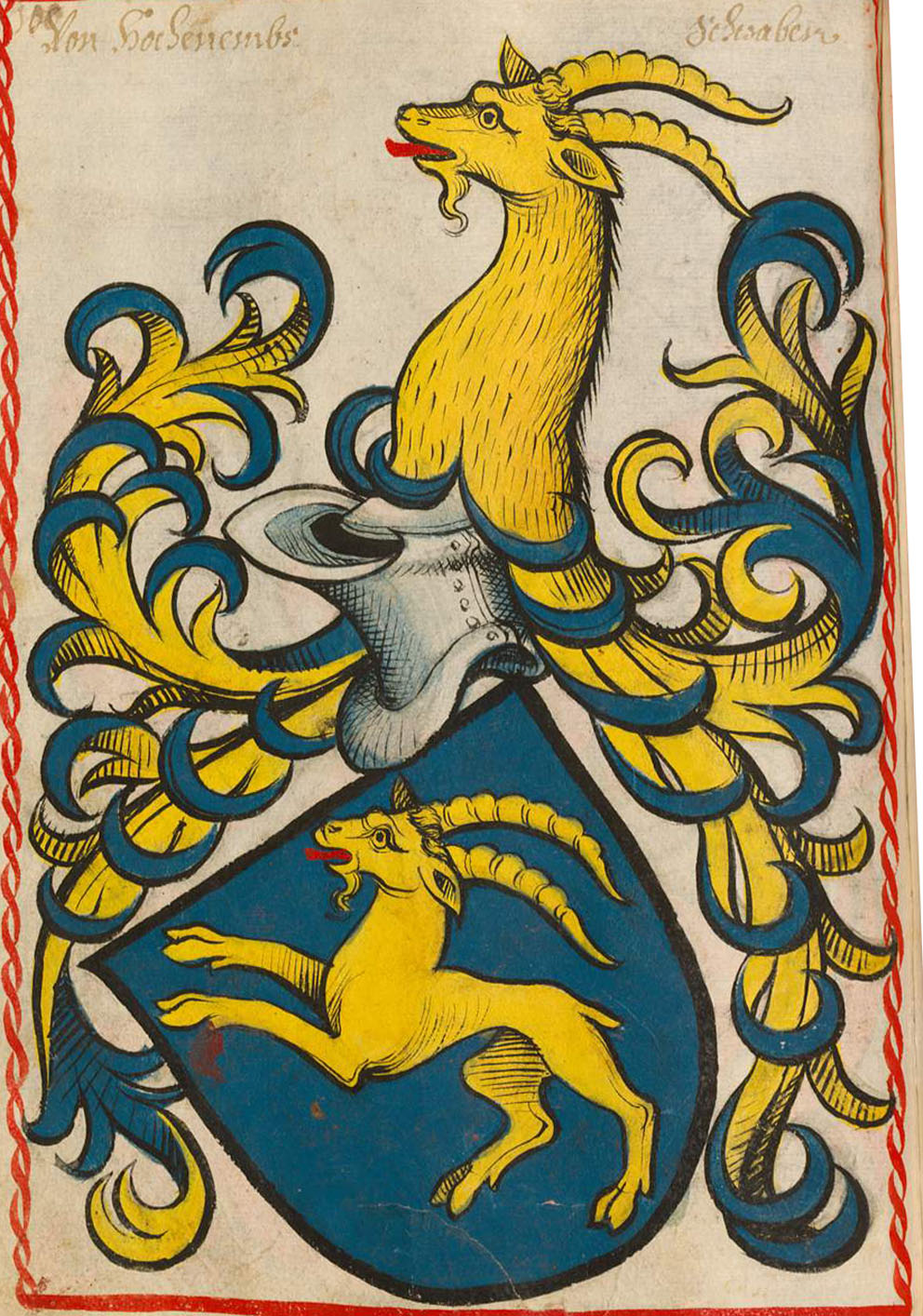
Stemma dei signori di Ems dal 1450.

Jacob (o Jakob) Hannibal von Ems (Hohenems, 1530 – 1587) è stato un condottiero, diplomatico e mercenario austriaco.

## Biografia

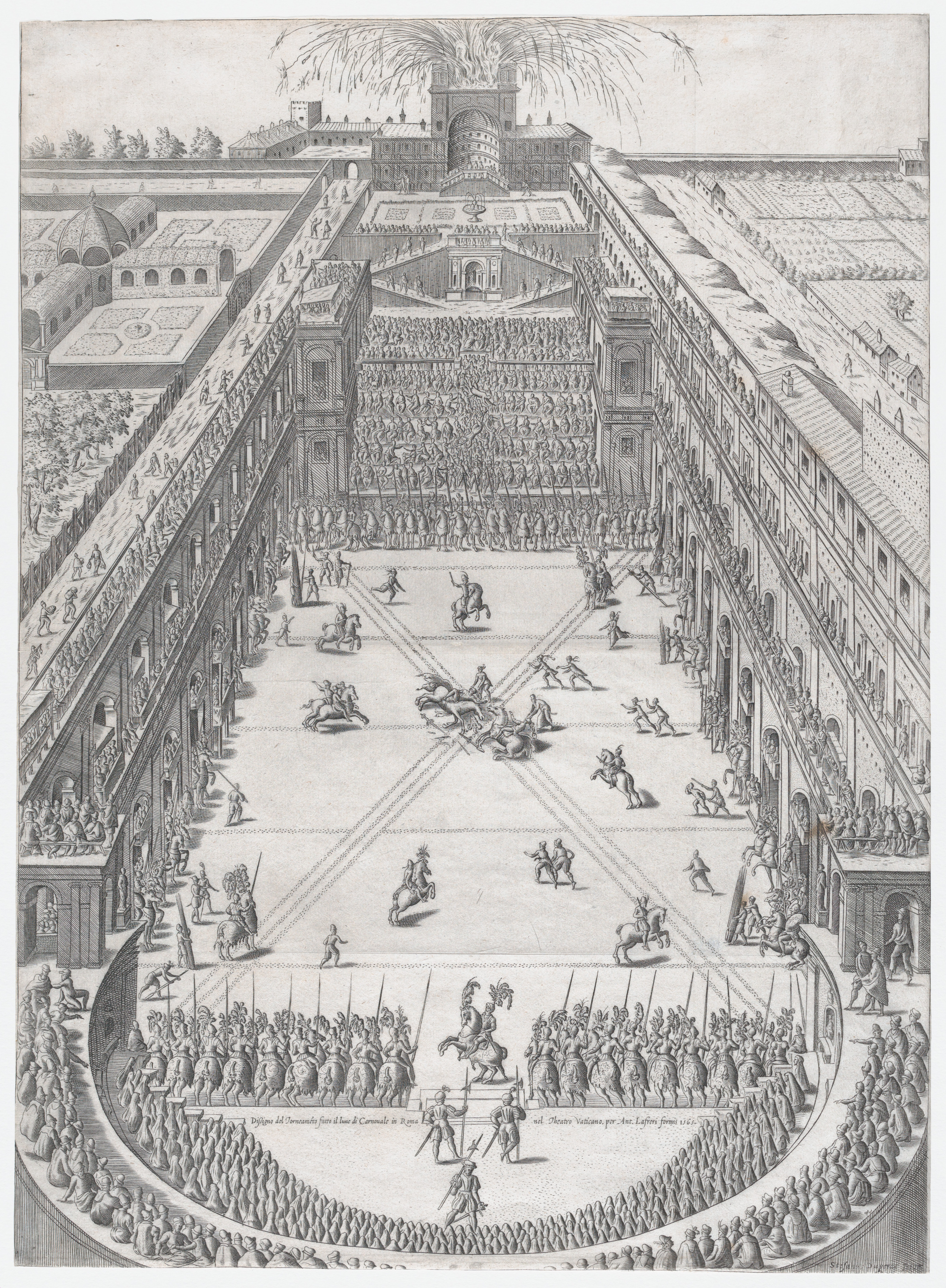
Matrimonio di Annibale Altemps e Ortensia Borromeo, Roma, 5 marzo 1565

Fu figlio di Wolf Dietrich von Ems zu Hohenems e di Clara Medici, sorella di Gian Angelo Medici, che divenne papa con il nome di Pio IV. Era dunque nipote del pontefice e con i fratelli Markus Sitticus, e Gabriel passò al servizio dello Stato della Chiesa.
Fu legato pontificio in Spagna e lì si dedicò a quella che da un secolo era l'attività prediletta della famiglia Von Ems zu Hohenems, il reclutamento e il comando di mercenari lanzichenecchi. Divenne presto «il più importante imprenditore di mercenari e colonnello della corona spagnola nell'impero». Al servizio della Spagna guidò i suoi lanzi contro gli infedeli: turchi, magrebini, olandesi.
Le sue doti di comandante militare spinsero nel 1565 lo zio papa a richiamarlo e a nominarlo Gonfaloniere di Santa Romana Chiesa, cioè comandante in capo di tutte le forze armate del pontefice e castellano di tutte le rocche, castelli e piazzeforti dello Stato della Chiesa.
Subito dopo fu unito in matrimonio con una nobildonna milanese, Ortensia Borromeo, sorella di San Carlo Borromeo, dalla quale acquisì la signoria di Tossignano in Romagna e la contea di Gallarate. Questi domini signorili si aggiunsero a quello avito di Hohenems (elevato a Contea dall'Imperatore Ferdinando I); divenne quindi Conte di Hohenems e di Gallarate. Spesso è ricordato con il cognome nella forma italianizzata "Altemps".
Dal suo matrimonio nacquero, tra gli altri:
- Margherita (1567-1607), seconda moglie di Ludovico II Lodron
- Kaspar (1573-1640)
- Merk Sittich IV (1574-1619), che divenne arcivescovo di Salisburgo.